# (29455) 1997 SX1
(29455) 1997 SX1 est un astéroïde de la ceinture principale de 7,317 km de diamètre découvert en 1997.

## Description
(29455) 1997 SX1 a été découvert le 23 septembre 1997 à l'observatoire d'Ondřejov, situé près du village de Ondřejov, à environ 35 km au sud-est de Prague (République tchèque), par Petr Pravec et Marek Wolf.

### Caractéristiques orbitales
L'orbite de cet astéroïde est caractérisée par un demi-grand axe de 2,64 ua, un périhélie de 2,25 ua, une excentricité de 0,15 et une inclinaison de 4,43° par rapport à l'écliptique. Du fait de ces caractéristiques, à savoir un demi-grand axe compris entre 2 et 3,2 ua et un périhélie supérieur à 1,666 ua, il est classé, selon la JPL Small-Body Database, comme objet de la ceinture principale.

### Caractéristiques physiques
(29455) 1997 SX1 a une magnitude absolue (H) de 14,0 et un albédo estimé à 0,091, ce qui permet de calculer un diamètre de 7,317 km. Ces résultats ont été obtenus grâce aux observations du Wide-field Infrared Survey Explorer (WISE), un télescope spatial américain mis en orbite en 2009 et observant l'ensemble du ciel dans l'infrarouge, et publiés en 2012 dans un article présentant les résultats concernant 13 511 astéroïdes de la ceinture principale.